# (162158) Merrillhess
(162158) Merrillhess est un astéroïde de la ceinture principale.

## Description
(162158) Merrillhess est un astéroïde de la ceinture principale. Il fut découvert le 15 février 1999 à Bâton-Rouge par Walter R. Cooney, Jr. et Ethan Kandler. Il présente une orbite caractérisée par un demi-grand axe de 2,79 UA, une excentricité de 0,23 et une inclinaison de 9,0° par rapport à l'écliptique.

## Compléments